# Cahala

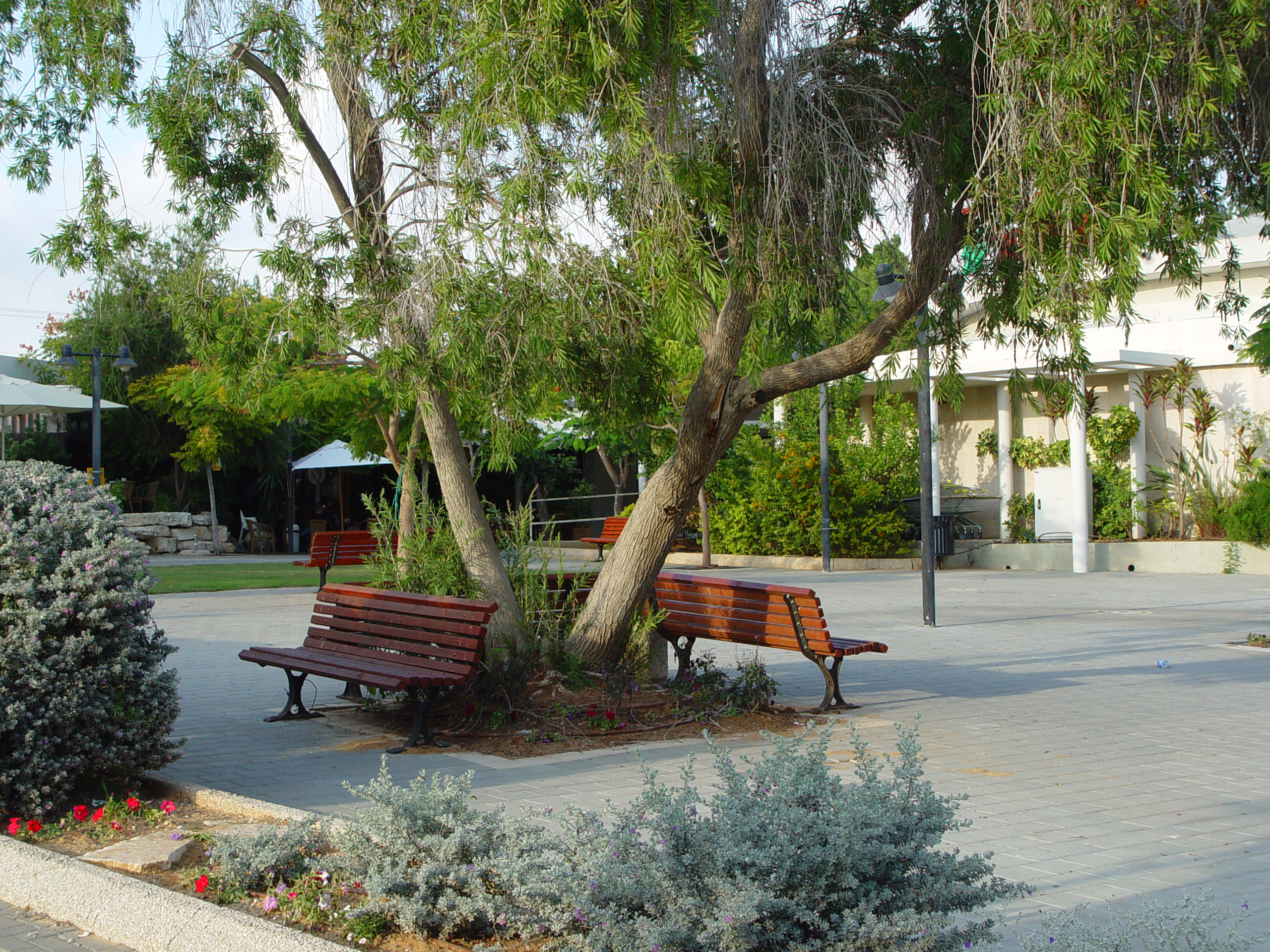
Zástavba ve čtvrti Cahala

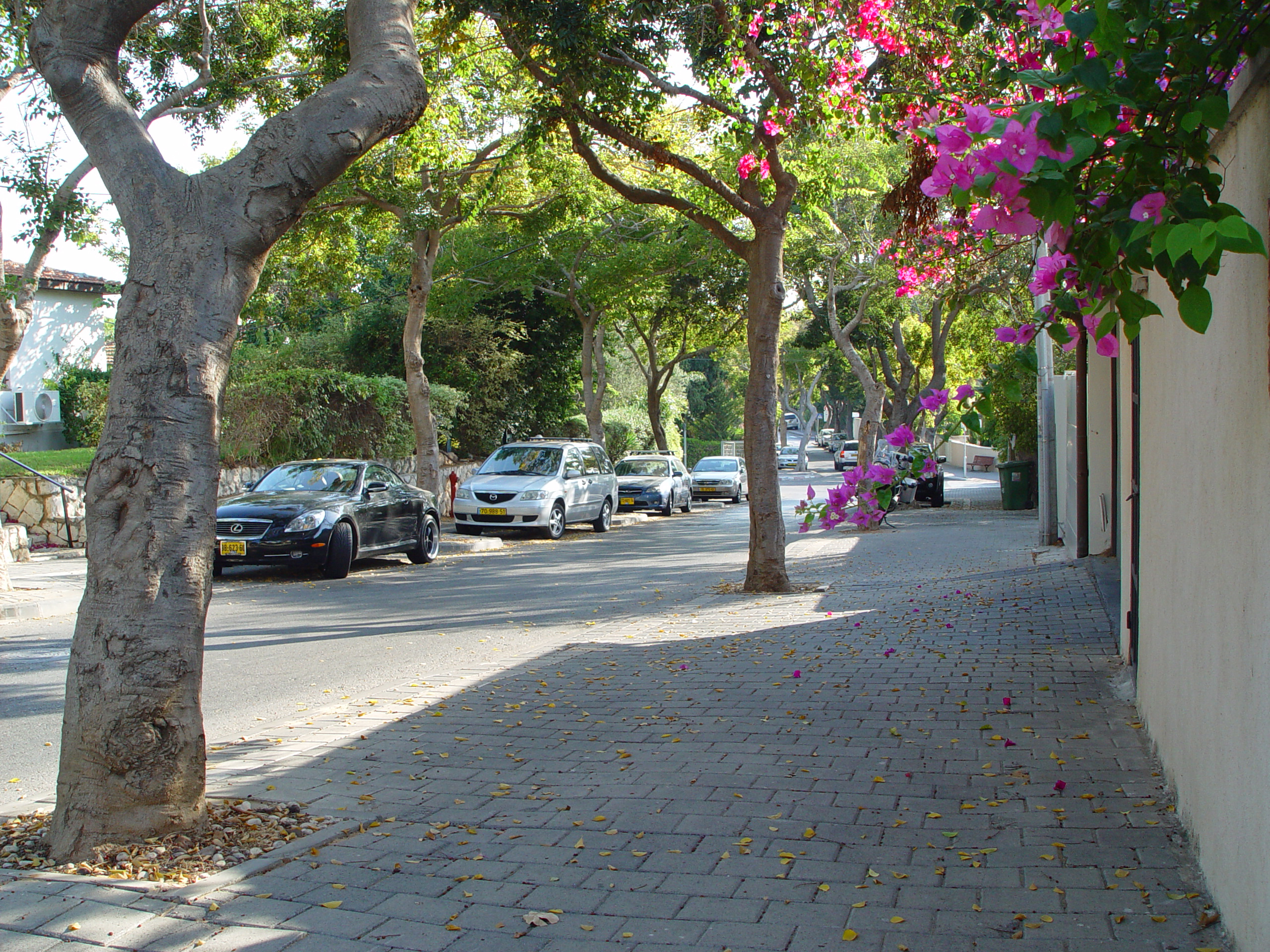
Ulice ha-Macbi'im ve čtvrti Cahala

Cahala (hebrejsky: צהלה) je čtvrť v severovýchodní části Tel Avivu v Izraeli. Je součástí správního obvodu Rova 2 a samosprávné jednotky Rova Cafon Mizrach.

## Geografie
Leží na severovýchodním okraji Tel Avivu, cca 5 kilometrů od pobřeží Středozemního moře a cca 2 kilometry severně od řeky Jarkon, v nadmořské výšce cca 50 metrů. Na východ a sever od čtvrti leží fragment zemědělské krajiny. Na západ odtud se rozkládají čtvrti Ramot Cahala a Ganej Cahala, na jihu leží čtvrť Neve Šaret.

## Popis čtvrti
Plocha čtvrti je vymezena na severu okrajem katastru sousedního města Ramat ha-Šaron a ulicemi Jo'av a Avner, na jihu ulicí Dvora ha-Nevi'a a Oskar Schindler, na východě ulicí ha-Parsa a na západě ulicemi ha-Macbi'im a Marganit. Převládá zde nízká individuální zástavba. V roce 2007 tu žilo 1 586 obyvatel. 